# 卡普羅尼 Ca.309
卡普羅尼 Ca.309（義大利語：Caproni Ca.309）是由義大利飛機製造商卡普羅尼開發、在第二次世界大戰期間使用的軍用偵察機。
此飛機的暱稱「吉卜力」（Ghibli）意思是在撒哈拉沙漠利比亞一帶所颳的熱風「西洛可風」之稱呼。

## 概要
Ca.309是由義大利工程師切薩雷·帕拉維奇尼負責設計，機種開發目的是義大利空軍計畫用於替換舊款的IMAM Ro.1雙翼機。Ca.309主要用於偵查敵方訊息或是地面突擊。
在二次大戰爆發時，義大利空軍曾調度約78架Ca.309使用在北非利比亞一帶的戰場。之後因義大利在北非戰局上的失利，於1942年Ca.309陸續被調回國內作為運輸機用。
除義大利本國外，Ca.309也曾被匈牙利、南斯拉夫、秘魯及巴拉圭等國使用。另有部份Ca.309是交由保加利亞生產，而在保加利亞製造的機種有被冠上「Kaproni-Bulgarski KB 6」或「KB 309 Papagal」如此機名。

## 架構性能

### 規格
- 駕駛人數：3名
- 全長：12.85（42.2英尺）
- 飛行翼寬度：16.2（53英尺）
- 飛行翼面積：38.7平方（417平方英尺）
- 機高：3.04（10.0英尺）
- 空機重量：1,960（4,320磅）
- 最大承載重量：2,930（6,460磅）
- 引擎：2具390馬力愛快羅密歐115-II直列6缸引擎

### 效能
- 最快速度：每小時250（160英里）
- 航距：1,050（650英里）
- 爬升高度：4,250（13,940英尺）

### 武裝
- 3具7.7mm口徑SAFAT機槍
- 可裝備共330（730磅）重炸彈

## 引用
日本的動畫製作室吉卜力工作室是取自Ca.309的名稱「吉卜力」。而當時雖然是將「吉卜力」對應日語的拼音（Gibuli）給弄成（Jibuli），但此非正確對應名稱仍沿用至今。